# Scopula aequifasciaria
Scopula aequifasciaria är en fjärilsart som beskrevs av Hedemann 1881. Scopula aequifasciaria ingår i släktet Scopula och familjen mätare. Inga underarter finns listade.